# Kitagawa (Giappone)
Kitagawa (北川村?) è un villaggio giapponese della prefettura di Kōchi.